# Leptichnus bernardi
Leptichnus bernardi é uma espécie de gastrópode  da família Helicarionidae.
É endémica da Tanzânia.